# Terzo libro delle gesta e dei detti eroici del nobile Pantagruel
Il Terzo libro delle gesta e dei detti eroici del nobile Pantagruele: composto da Mastro François Rabelais, Dottore in Medicina e Calogero delle isole Hyeres (Tiers livre des faits et dits Héroïques du noble Pantagruel : composés par M. François Rabelais, Docteur en Médecine, et Calloier des Iles d'Hyeres) è un'opera di François Rabelais pubblicata nel 1546 e dedicata a Margherita di Navarra.
Il Terzo libro, reputato osceno, viene censurato dalla Sorbona, così come Pantagruele e Gargantua. Tuttavia, verrà protetto e pubblicato nel 1546.
L'elaborato si presenta come un'«opera umanistica» rivolta a persone «studiose e colte». L'abbondanza di citazioni latine, in particolar modo, e di riferimenti, è sufficiente per confermare questo carattere. Si tratta anche di un libro «comico». Lascia spazio all'umorismo, allo spirito e a risate sincere.
Si fa portavoce dei dibattiti giuridici, medici, morali e religiosi del suo tempo, interrogandosi sulla «questione del matrimonio», attraverso il personaggio di Panurge.

## Trama
Nel prologo, l'autore si paragona a Diogene. Da buon edonista, apprezza il vino e la buona tavola. L'alcol è un piacere che lo scrittore non sarebbe in grado di nascondere. Confessa di darsi al bere prima di impugnare la penna. D'altronde, questo libro è rivolto a gente perbene: «ai bevitori di prima qualità».
Pantagruele, dopo aver conquistato il paese dei Dispodi, manda 9 876 543 210 uomini, senza contare donne e bambini. Solamente i conquistatori mangia-uomini riescono a mantenere la terra annessa. Il conquistatore può regnare solo se è corretto e se fa rispettare la legge, se emana degli editti e stabilisce una religione. Viene presentato come un sovrano giusto ed equilibrato. Dà presto la castellana di Samilgondin a Panurge, il quale sperpera le ricchezze e loda la magnificenza. Non moderando i propri piaceri, Panurge rianima il corpo e lo spirito. Questa smoderatezza fa bene alla salute. Dietro l'elogio dei debiti si nasconde un elogio della vita.

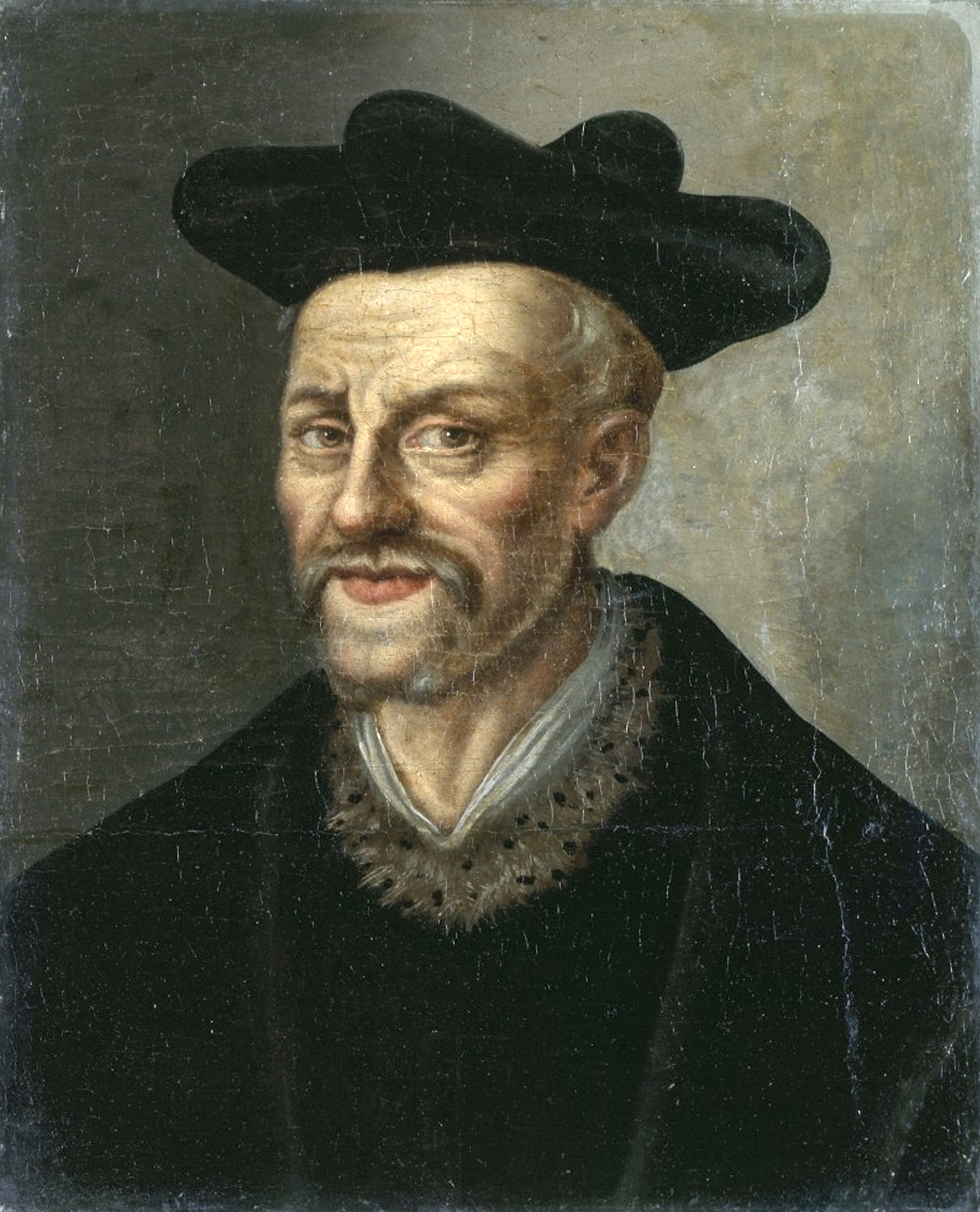
François Rabelais

Pantagruele disapprova tale filosofia del prendere in prestito in modo smisurato. Panurge resta fermo sulle proprie convinzioni e si prefigge una strada corta: morirà a causa dei suoi peti. Il gigante Pantagruele libera il suo nuovo castellano dai debiti che aveva nei suoi confronti, dopo avergli esposto i limiti del suo discorso. Una volta istruito, quest'ultimo può iniziare una nuova vita.
Panurge vuole sposarsi. Per l'occasione, si veste in modo ridicolo: piccolo anello d'oro all'orecchio, un lungo saio — che ricorda l'abito dei monaci — e occhiali attaccati al cappello. Si è tolto la cerniera, che reputa essere una caratteristica da guerriero.
Prima di sposarsi, chiede consiglio a Pantagruel. Ha paura dell'infedeltà della sua futura moglie, ma si augura di avere degli eredi e di soddisfare i suoi desideri sessuali.
Pantagruele gli risponde che solamente la sua volontà gli suggerirà la strada migliore da seguire.
Così, Panurge decide di andare a consultare l'oracolo.
Si susseguono varie consultazioni: la prima, in compagnia di Pantagruele, tramite gli oracoli virgiliani. La seduta si conclude con la seguente frase, letta dal gigante: «Panurge verrà tradito, picchiato e derubato». Ferito da questa prima interpretazione, Panurge decide di interrogare gli oracoli del sonno. Tutte le volte, Pantagruele e i suoi amici giungono alla stessa conclusione.
In seguito, Panurge consulterà una sibilla; Nazdecabre, sorda e muta dalla nascita; Raminagrobis, un anziano poeta; Her Trippa, un astrologo, chiromante e geomantico; Hyppothadée, un teologo; Rondibilis, un medico; Trouillogan, un filosofo, ed infine Triboulet, un giullare. Gli oracoli comunicano sempre lo stesso responso e Panurge si rifiuta di ascoltare, è accecato dai suoi desideri. Vorrebbe scegliere una sposa «perfetta», provando a tranquillizzarsi attraverso gli oracoli che, invece, lo rendono insicuro. La decisione spetta solo a lui, ma non riesce a scegliere.
Allo stesso tempo, il giudice Brydoie si affida agli oracoli per emettere le proprie sentenze.
Pantagruele chiede a suo padre Gargantua di abbandonare quei luoghi. Gargantua, prima della partenza, esprime una richiesta. Vorrebbe che suo figlio si sposasse. Pantagruele, che bada alle buone maniere e rispetta l'autorità patriarcale, accetta. Suo padre gli troverà una moglie durante la sua assenza.
Poco dopo, il gigante si reca al porto di Thalasse e fa caricare la sua erba magica: il Pantagruelione. Questo tipo di erba ha molte caratteristiche della canapa, ma le supera. Nemica dei ladri, viene utilizzata per ostruire la bocca di alcuni di loro. Funge da corda per impiccare i colpevoli. Non consumandosi a contatto col fuoco, permette alle fiamme e alla cenere di non propagarsi. Questa erba è dotata di una tale potenza da intimorire perfino gli Dei, per questo motivo hanno deciso deciso di resisterle.
Il testo termina con l'elogio del regno di Francia, dal quale proviene il pantagruelione.